# Гаитяно-израильские отношения
Израильско-гаитянские отношения — двусторонние дипломатические отношения между Гаити и Израилем. Гаити признала независимость Израиля 17 марта 1949 года. Израильский посол в Панаме представляет интересы своей страны в Гаити, а также у Израиля есть почётное консульство в столице, Порт-о-Пренс.

## Политические отношения

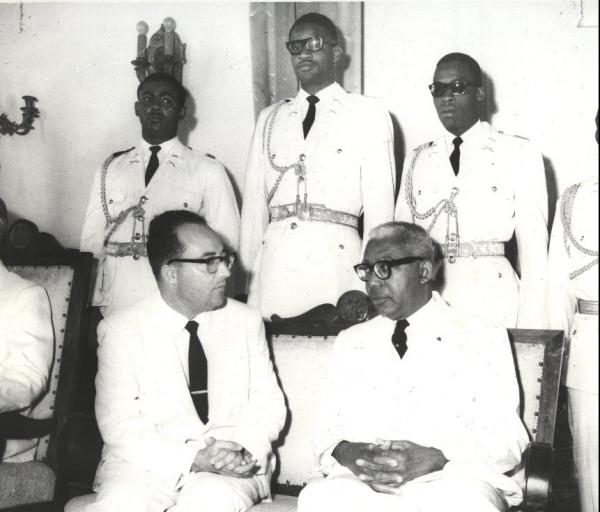
Президент Гаити Франсуа Дювалье встречается с израильском нерезидентным послом Йоэлем Бар-Роми на церемонии вступления Дювалье в должность пожизненного президента.

Гаити и Израиль поддерживают крепкие дипломатические отношения. В 1947 году Гаити голосовала за план ООН по разделу Палестины, который помог установлению независимости и образованию государства Израиль. Многие гаитяне выражают восхищение и больше уважение по отношению к Израилю, его религии, и народу после того, как сами пережили многие сражения в ходе истории, многие из них пережили трагедию рабства и разделяют таким образом духовную связь между судьбой [и страданиями] еврейского народа и судьбой гаитян. В настоящее время Гилберт Биджио является почетным консулом Израиля на Гаити, во дворе его дома развевается огромный израильский флаг. «В этой стране никогда не было никакого антисемитизма» заявил Биджио Еврейскому Телеграфному Агентству. «Гаитяне всегда восхищались Израилем и сегодня — более, чем когда-либо.»

### Землетрясение 2010 года

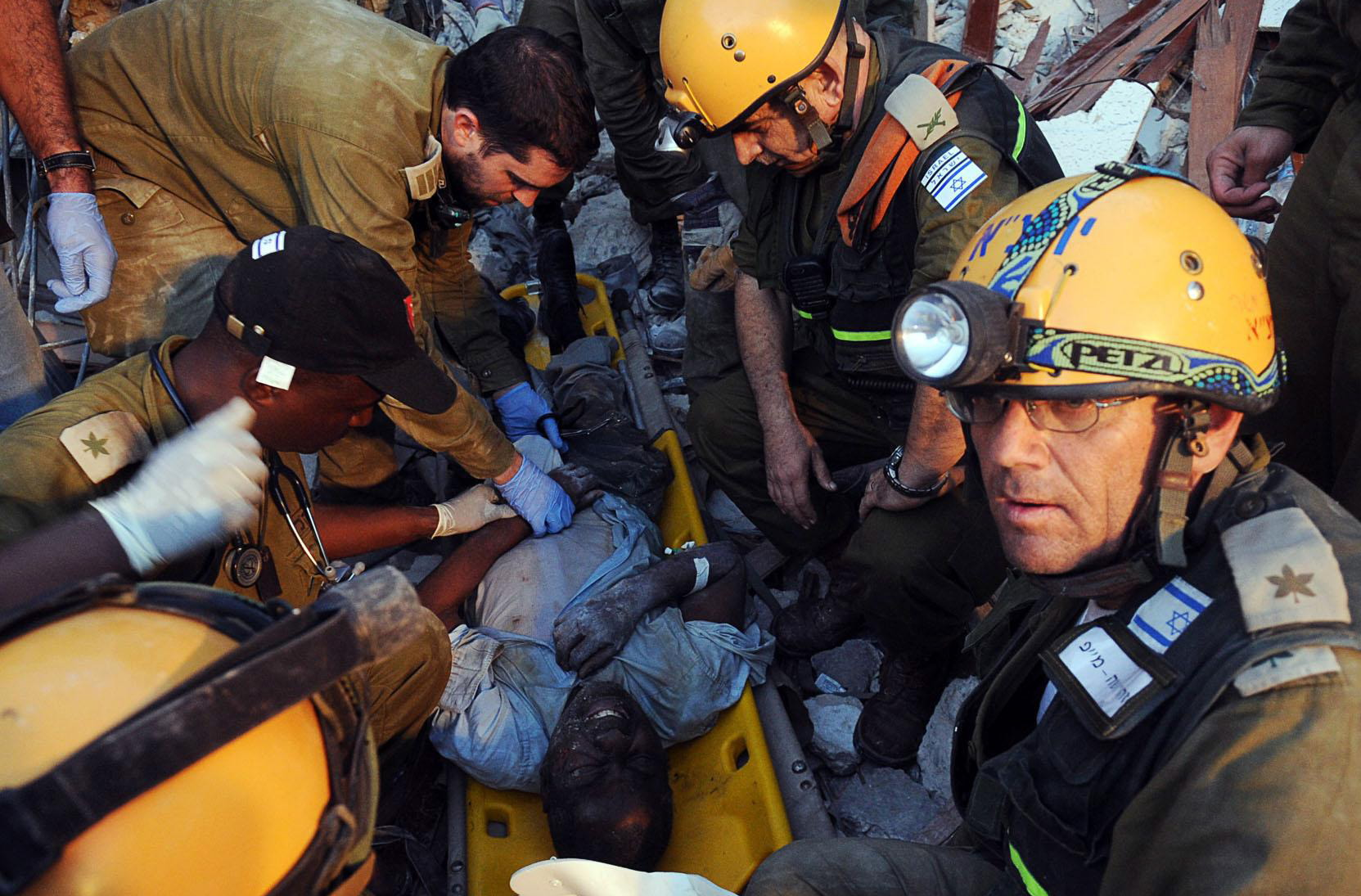
Поисково-спасательная команда АОИ вытаскивает 52-летнего гаитянского правительственного служащего, застрявшего в руинах таможенного офиса в Порт-о-Пренс после 6 часов работы.

После землетрясения, которое разрушило бо́льшую часть столицы Гаити Порт-о-Пренс, убив более 300 000 человек и оставив почти миллион бездомных и без еды, воды или жилья, Израиль стал одной из первых стран, которые направили медицинских спасателей для оказания помощи на опустошенной земле. АОИ отправили поисково-спасательные команды, которые искали оставшихся в живых, среди разрушенных зданий и домов, а также направляли медицинские бригады, чтобы помочь ухаживать за оставшимися в живых. Медицинской бригаде удалось создать первый полностью функционирующий полевой госпиталь, включающий избыточное количество современного оборудования. «В течение своего пребывания на Гаити делегация вылечила более 1110 пациентов, провела 319 успешных операций, приняла 16 родов, в том числе три при кесаревом сечении и извлекла многих людей из руин». 27 января после операций спасательной бригады в Гаити правительство Израиля решило продолжить официальную помощь Гаити, координируемую через МАШАВ, Израильское агентство международного сотрудничества в целях развития и Министерство иностранных дел, в рамках глобальных усилий по восстановлению страны. Местный еврейский израильско-гаитянский бизнесмен Даниель Кедар стал фактическим координатором израильских сил в Гаити.

### После 2010 года
В феврале 2019 года Даниэль Биран, израильский посол в Санто-Доминго, объявил, что его страна намерена помочь Доминиканской Республике в установке пограничного забора на границе с Гаити для предотвращения потока контрабанды, нелегальной миграции населения и для защиты жителей приграничных районов Доминиканы.